# Jacquère

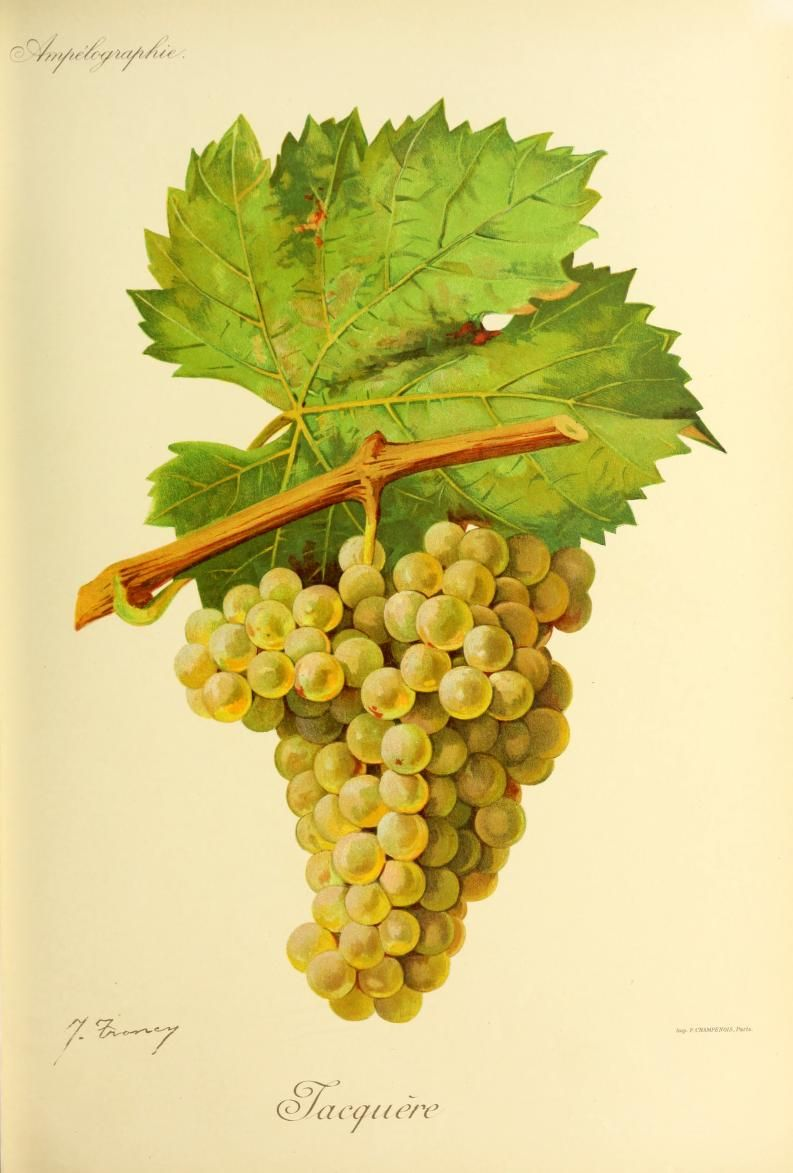
Racimo de jacquère en la obra de Viala y Vermorel.

La jacquère es una variedad de uva blanca que se encuentra sobre todo en el departamento francés de Saboya. Se trata de una variedad de vid de alto rendimiento que se usa para producir un vino blanco seco, más bien neutral, ligeramente perfumado, como el vino de Saboya. La jacquère es la variedad usada en los vinos de Apremont y es habitual usarla para compañaran la fondue de queso (un plato típico de esa región). También se encuentra en los vinos de Bugey.
Además, la jacquère ha crecido en algunos viñedos de Condrieu, pero oficialmente no está permitido su uso en la Appellation d'Origine Contrôlée (AOC) Condrieu.
Después de incrementarse las plantaciones en la década de 1980, se ha mantenido la cantidad, de en torno a 1000 ha en Francia, desde la década de 1990.

## Parentesco con otras uvas

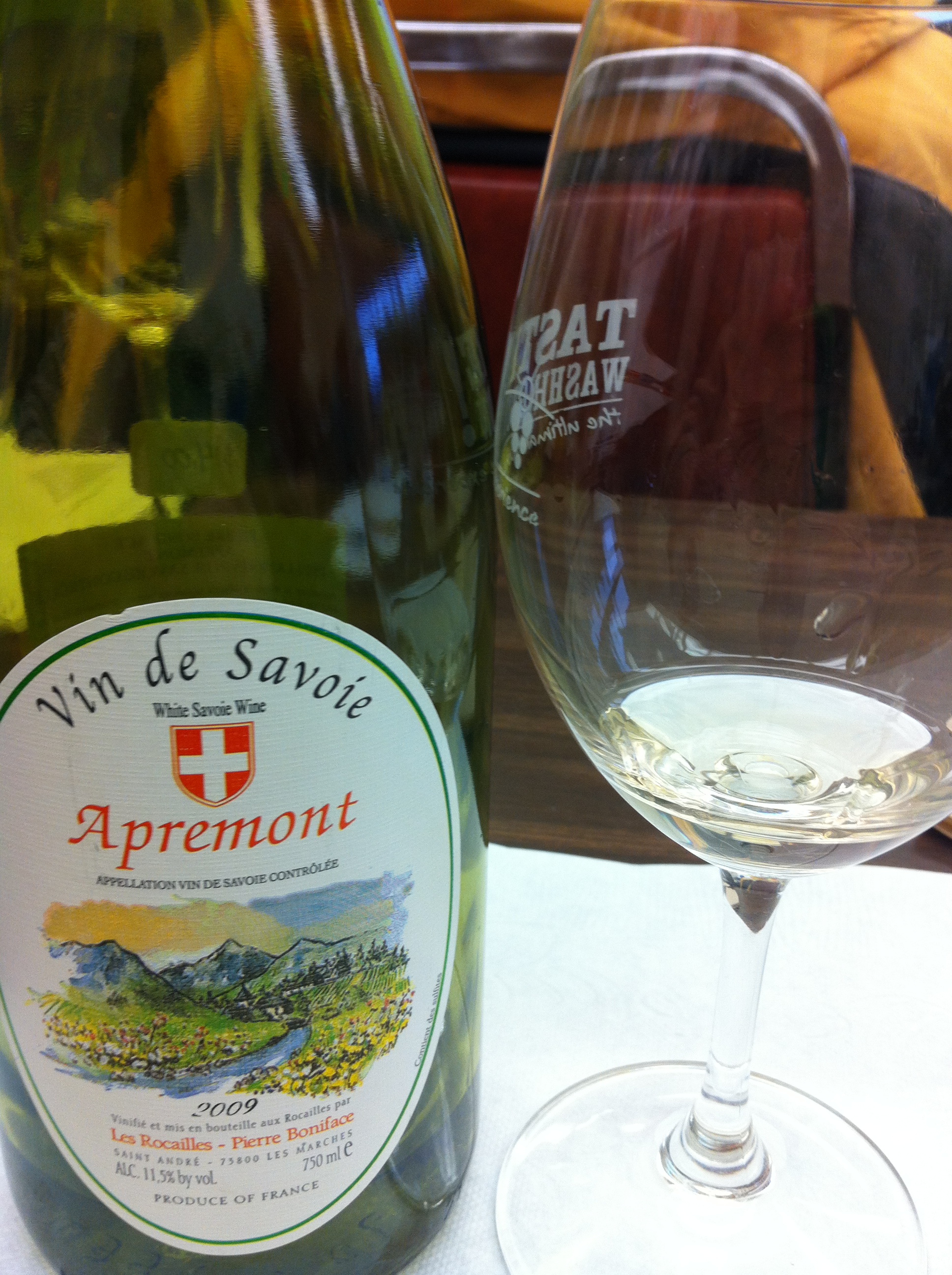
Vino de Apremont, Saboya, realizado con jacquère.

La gouais blanc ha sido confirmada como uno de sus padres, pero el otro progenitor es desconocido. Se cree que la jacquère tiene un origen francés.
En el siglo XX, los ampelógrafos Louis Levadoux y (décadas después) Linda Bisson categorizaron a la jacquère como un miembro del grupo pelorsien junto con las variedades bia blanc, béclan, dureza, exbrayat, durif, joubertin, mondeuse blanche, peloursin, servanin y verdesse.

## Sinónimos
Esta uva tiene varios sinónimos, como altesse de Saint-Chef, blanc des ecoutoux, buisserate, cherche, coufe chien, cugnete, cugnette, cugniette, jacquère blanche, jacquèrre, jacquière, martin cot, martin cot blanc, molette de montmelian, patois rossette, plant de myans, plant des abymes, redin, robinet, rossettin, roussette y roussette de montmelian.